# Rudolf Sedlar
Rudolf Sedlar (1953.) slikar iz Čantavira. Rodom je bački Hrvat.

## Životopis
Rođen je 1953. godine. Završio je srednju grafičku školu. Od sredine 1980-ih bavi se slikarstvom. Samostalno je izlagao prvi put 1984. godine. U mornici se upoznao s Jakijem Gregovim, kiparom, poslije gvardijanom u Hvaru. Omiljena Sedlareva tehnika slikanja jest ulje na platnu. Opus mu čine slike, slike s elementima enformela, crteži i grafike. Motivi koje slika su arhitektonski prizori, figure, krajobrazi, portreti, ženska torza ali i sakralne teme. Koketira s op-artom, crta koloristički.
Sudionik likovnih kolonija u župi Presvetog Trojstva u Somboru, Danima hrvatske kulture u Usori, Likovnoj koloniji Breške i dr.

## Vanjske poveznice
- Galerija Akademija art: Rudolf Sedlar[neaktivna poveznica]